# X Octantis
X Octantis är en pulserande variabel av Mira Ceti-typ (M) i stjärnbilden Oktanten. 
Stjärnan varierar mellan visuell magnitud +6,8 och 10,9 med en period av 200 dygn.